# Eccidio di Lozio
L'eccidio di Lozio è stata una presunta strage perpetrata probabilmente nell'inverno 1410-1411 ai danni della famiglia guelfa dei da Lozio (o Nobili) da parte dei ghibellini di Val Camonica.

## Contesto storico
Durante il periodo visconteo, tra Trecento e l'inizio del Quattrocento, la Valle Camonica fu percorsa da sanguinosi contrasti tra le famiglie anti-milanesi (dette anche guelfe) e quelle filo-milanesi (o ghibelline). Le prime erano insediate soprattutto nella media valle, ed erano rappresentate principalmente dai Ronchi di Breno, dai Griffi di Losine e dai da Lozio (o Nobili). In campo opposto gravitavano i Federici, nei molteplici rami sparsi tra alta e bassa valle, ma anche i da Cemmo (o Pellegrini) e i Beccagutti di Esine.
In questo periodo avvennero diversi tentativi di pacificazione tra le fazioni, tra le più note le paci di Cimbergo nel 1378 e la Breno nel 1398, ma la situazione rimase comunque instabile.
A partire dal 1404 si instaura la signoria malatestiana a Brescia, e la Val Camonica diviene territorio di contesa tra questa e il duca di Milano Giovanni Maria Visconti.

## Il racconto dell'eccidio
La più antica fonte che cita la strage della famiglia da Lozio è l'erudito padre Gregorio Brunelli nel suo libro del 1698 " Curiosi trattenimenti continenti raguagli sacri, e profani de' popoli camuni ". Lo studioso venne a conoscenza dei fatti grazie ad una attestazione del conte Pietro Avogadro a favore di Bartolomeo da Lozio.
Padre Gregorio riporta che nel corso del gelido inverno del 1409/10 i ghibellini deliberarono di distruggere la famiglia dei Nobili, il cui principale esponente era Baroncino da Lozio. Nel loro attacco essi decisero di deviare il corso di un torrente inondando la strada che dalla fortezza di Lozio conduceva al centro abitato dove abitualmente risiedeva la famiglia Nobili. Il freddo della notte e il gelo ghiacciarono il sentiero: questo impedì la fuga della famiglia dall'abitato per ripararsi nella roccaforte. La famiglia da Lozio venne quasi interamente trucidata: dalla strage scamparono solo due rampolli, Bartolomeo figlio di Pietro e Pietro figlio di Giovanni, che si trovavano alle scuole di Bergamo per studio.

## Attestazioni documentarie
Padre Gregorio pone l'evento nell'inverno 1409/10, ma lo studioso Federico Odorici nelle sue Storie Bresciane riporta un documento nel quale risulta che Baroncino da Lozio giurava fedeltà a Pandolfo III Malatesta il 5 settembre 1410: è possibile quindi che la presunta strage sia avvenuta nell'inverno 1410-1411. Nel 1412, la Valcamonica venne annessa alla Signoria del Malatesta.
Il 5 luglio 1428 la Repubblica di Venezia, a cui la Valle Camonica si era da poco donata (1º luglio 1428), concesse ad Antono e Bertolasio Federici, procuratori per sé e per gli altri figli del conte Giovanni Federici, una serie di privilegi, ma obbligò alla restituzione del fortilizio di Lozio a Bartolomeo e Pietro, legittimi proprietari. Ciò fa ipotizzare che la famiglia dei Federici di Mu in alta Valle Camonica, in particolare quella del conte (dal 1410) Giovanni figlio di Pasino, fosse stata coinvolta nell'assalto ai da Lozio

## Cultura popolare
Nella cultura popolare locale si racconta che l'eccidio potrebbe essere stato effettuato nella notte di Natale (25 dicembre), sebbene le fonti parlino esclusivamente di "inverno".
Per primo don Romolo Putelli ha sollevato dubbi su quanto poco sia credibile la storia relativa al congelamento delle vie di fuga dei da Lozio, ironizzando che la stessa difficoltà di movimento dei difensori non abbia invece interessato gli attaccanti.
Similmente anche Goldaniga e Giorgi hanno ritenuto che non esistano prove sufficienti a ciò che riporta Gregorio di Valcamonica circa l'esondazione che rese impossibile la fuga dei Nobili. Infatti i due torrenti che solcano la valle (il Re ed il Ge) distano parecchie centinaia di metri dall'abitato, e lo stesso lavoro per deviarli non si sarebbe potuto risolvere in poco tempo. Inoltre, secondo una più completa genealogia della famiglia Nobili, sembra che i rampolli sopravvissuti fossero almeno cinque.